# Teatro di San Carlo
Real Teatro di San Carlo ("Kraljevsko kazalište Svetog Karla"), kako ga je izvorno nazvala monarhija Bourbona, ali danas poznato samo kao Teatro (di) San Carlo, je operna kuća u Napulju, Italija, povezana s Kraljevskom palačom i uz Piazzu del Plebiscito. To je najstarija kontinuirano aktivna operna dvorana na svijetu, otvorena 1737., desetljećima prije milanske Scale ili venecijanske La Fenice.
Operna sezona traje od kraja studenog do srpnja, a baletna sezona od prosinca do početka lipnja. Kuća je nekada imala kapacitet od 3.285 sjedećih mjesta, ali je sada smanjen na 1.386 sjedećih mjesta. S obzirom na veličinu, strukturu i starinu, bio je uzor za kazališta koja su se kasnije gradila u Europi.

## Povijest operne kuće
Po narudžbi burbonskog kralja Karla VII od Napulja (Carlo VII na talijanskom), Charles je želio obdariti Napulj novim i većim kazalištem koje bi zamijenilo staro, oronulo i premalo Teatro San Bartolomeo iz 1621., koje je dobro služilo gradu, osobito nakon što se Scarlatti preselio tamo 1682. i počeo stvarati važno operno središte koje je postojalo sve do 1700-ih.
Tako je San Carlo svečano otvoren 4. studenoga 1737., na kraljev imendan, izvedbom opere Achille in Sciro Domenica Sarra, koja se temelji na Metastasiovu libretu iz 1736. koji je te godine uglazbio Antonio Caldara. Kao što je bilo uobičajeno, ulogu Ahila igrala je žena, Vittoria Tesi, zvana "Moretta"; u operi su također sudjelovali sopranistica Anna Peruzzi, zvana "Parrucchierina" i tenor Angelo Amorevoli . Sarro je također dirigirao orkestrom u dva baleta kao intermezzi, koje je kreirao Gaetano Grossatesta, sa scenama koje je dizajnirao Pietro Righini. Prve sezone istaknule su kraljevsku sklonost plesnim točkama, a među izvođačima su bili poznati kastrati.
U kasnom 18. stoljeću Christopha Willibalda Glucka pozvao je u Napulj impresario Tufarelli da režira njegova Clemenza di Tito iz 1752. u kazalištu, a Johann Christian Bach 1761.-62. donio je dvije opere, Catone in Utica i Alessandro nell'Indie .

### 1737.: Izgradnja Teatra di San Carlo
Novu zgradu opere projektirao je Giovanni Antonio Medrano, vojni arhitekt. Angelo Carasale, bivši ravnatelj San Bartolomea, imao je primarnu odgovornost za dizajniranje složenog namještaja Teatra di San Carlo. Gledalište u obliku potkove najstarije je na svijetu. Sagrađena je stajala 75.000 dukata. Dvorana je bila dugačka 28,6 metara i široka 22,5 metara, sa 184 lože, uključujući i one na prosceniju, raspoređene u šest redova, plus kraljevska loža koja je mogla primiti deset osoba, što je ukupno 1379 sjedećih mjesta. Uključujući stajaća mjesta, kazalište je moglo primiti više od 3000 ljudi. Izbirljivi skladatelj i violinist Louis Spohr vrlo je temeljito pregledao veličinu i akustična svojstva ove operne kuće 15. veljače 1817. i zaključio da:
Cijenjena zbog svoje arhitekture, zlatnih ukrasa i raskošne plave presvlake (plava i zlatna bile su službene boje Bourbona), San Carlo je sada bila najveća operna kuća na svijetu. U odnosu na moć postojećeg burbonskog Kraljevstva dviju Sicilija, Beauvert primjećuje da je dizajn kuće, sa svojih 184 kutije bez ikakvih zavjesa, bio takav da "nitko ne može izbjeći nadzor suverena" koji je imao privatni pristup iz Kraljevske palače.
Godine 1809. Domenico Barbaia imenovan je upraviteljem kraljevskih opernih kuća u Napulju i ostao je na čelu do 1841. Ubrzo je stekao reputaciju inovativnih i blistavih produkcija, koje su privukle i publiku i vodeće pjevače u opernu kuću.

### Od veljače 1816. do siječnja 1817.: uništenje u požaru i ponovna izgradnja
Dana 13. veljače 1816. tijekom generalne probe za baletnu izvedbu izbio je požar koji se brzo proširio i uništio dio zgrade.
Po nalogu kralja Ferdinanda IV ., još jednog burbonskog monarha i sina Charlesa III., koji je koristio usluge Antonija Niccolinija, Barbaia je uspio obnoviti opernu kuću u roku od deset mjeseci. Preuređena je u tradicionalno gledalište u obliku potkove s 1444 sjedala i proscenijem širine 33,5 m i visine 30 m. Pozornica je bila duboka 34,5m. Niccolini je ukrasio u unutrašnjosti reljefa koji prikazuje "Vrijeme i sat".
Središnju freskastu stropnu sliku Apolona koji predstavlja Minervi najveće pjesnike svijeta naslikali su Antonio, Giuseppe i Giovanni Cammarano.
Dana 12. siječnja 1817. ponovno izgrađeno kazalište svečano je otvoreno djelom Il sogno di Partenope Johanna Simona Mayra . Stendhal je prisustvovao drugoj večeri inauguracije i napisao: "Ne postoji ništa u cijeloj Europi, neću reći da se može usporediti s ovim kazalištem, ali što daje i najmanju predodžbu o tome kakvo je..., zasljepljuje oči, zanosi dušu...". 
Godine 1844. operna kuća je ponovno uređena pod Niccolinijem, njegovim sinom Faustom i Francescom Mariom dei Giudice. Glavni rezultat bila je promjena izgleda interijera u sada već tradicionalnu crvenu i zlatnu.

### Kasno 19. stoljeće, poslije Drugog svjetskog rata i obnove u 21. stoljeću
Osim stvaranja jame za orkestar, koju je predložio Verdi 1872., instalacije struje 1890., kasnijeg ukidanja središnjeg lustera, izgradnje novog foajea i novog krila za garderobe, kazalište nije doživjelo nikakve značajne promjene. mijenja do popravka štete od bombardiranja 1943.
Tijekom Drugog svjetskog rata zgrada opere oštećena je bombama. Nakon oslobođenja Napulja u listopadu 1943., Peter Francis iz Kraljevskog topništva organizirao je popravke oštećenog foajea i, tri tjedna kasnije, ponovno otvorio zgradu s glazbenom revijom. Budući da je zgrada bila osposobljena za nastupe, više glazbenika i pjevača stalo je na raspolaganje, a prva operna izvedba održana je 26. prosinca 1943., matineja Puccinijeve La bohème. Franjo je ostao još dvije godine, producirajući 30 opera. 9. srpnja 1946. američki bariton Lawrence Tibbett pjevao je naslovnu ulogu u Rigolettu pred publikom koja je uključivala visoke vojne osobe Sredozemnog kazališta operacija i trupe savezničkih snaga.
Do početka dvadeset i prvog stoljeća, operna kuća pokazivala je svoju starost sa zastarjelim scenskim strojevima, neadekvatnim sadržajima za posjetitelje i nedostatkom klima uređaja. Kao odgovor, regionalna vlada Campanie financirala je obnovu vrijednu 67 milijuna eura tijekom šest mjeseci 2008. i šest mjeseci 2009. koja je uključivala restauraciju dekora i stvaranje nove dvorane za probe. Kao što je navedeno u časopisu Gramophone, operna kuća ponovno je otvorena 27. siječnja 2010. s Mozartovom La Clemenza di Tito, na 254. godišnjicu skladateljeva rođenja: "Radovi na obnovi dovršeni su prošle godine pod vodstvom arhitektice Elisabette Fabbri i namijenjeni su vraćanju Teatra San Carlo u kakvom je stanju nakon ponovne izgradnje koju je Antonio Niccolini izvršio nakon požara 1816. Projekt je uključivao 300 radnika dan i noć."

## Veliko doba napuljske opere
U to je vrijeme napuljska škola opere uživala veliki uspjeh diljem Europe, ne samo na polju opere buffa nego i na polju opere seria. U napuljsku školu opernih skladatelja spadali su Feo, Porpora, Traetta, Piccinni, Vinci, Anfossi, Durante, Jommelli, Cimarosa, Paisiello, Zingarelli i Gazzaniga. Napulj je postao prijestolnica europske glazbe, a čak su i strani skladatelji izvođenje svojih skladbi u kazalištu San Carlo smatrali ciljem svoje karijere. Među tim skladateljima bili su Hasse (koji se kasnije nastanio u Napulju), Haydn, Johann Christian Bach i Gluck.
Slično su najugledniji pjevači nastupali i učvrstili svoju slavu u San Carlu. Među njima su bili Lucrezia Anguiari, zvana "La Cocchetta", glasoviti kastrat Giovanni Manzuoli, Caffarelli (Gaetano Majorano), Farinelli (Carlo Broschi), Gizziello (Gioacchino Conti) i Gian Battista Velluti, posljednji kastrat. Caffarelli, Farinelli i Gizziello bili su proizvodi lokalnih konzervatorija u Napulju.

### Skladatelji u rezidenciji
Od 1815. do 1822. Gioachino Rossini bio je kućni skladatelj i umjetnički ravnatelj kraljevskih opernih kuća, uključujući San Carlo. Tijekom tog razdoblja napisao je deset opera među kojima su Elisabetta, regina d'Inghilterra (1815), La gazzetta, Otello, ossia il Moro di Venezia (1816), Armida (1817), Mosè in Egitto, Ricciardo e Zoraide (1818), Ermione, Bianca e Falliero, Eduardo e Cristina, La donna del lago (1819), Maometto II (1820) i Zelmira (1822).
Redoviti pjevači tog razdoblja bili su Manuel Garcia i njegova kći Marija Malibran, Clorinda Corradi, Giuditta Pasta, Isabella Colbran, Giovanni Battista Rubini, Domenico Donzelli i dva velika francuska rivala Adolphe Nourrit i Gilbert Duprez.
Nakon skladbe Zelmire, Rossini je napustio Napulj s Colbranom koji je prije bio ljubavnik Domenica Barbaije. Par se ubrzo nakon toga vjenčao.
Na mjesto Rossinija Barbaja je prvo angažirao Giovannija Pacinija, a zatim još jednu zvijezdu talijanske opere u usponu, Gaetana Donizettija . Kao umjetnički ravnatelj kraljevskih opernih kuća, Donizetti je ostao u Napulju od 1822. do 1838., skladajući šesnaest opera za kazalište, među kojima su Maria Stuarda (1834.), Roberto Devereux (1837.), Poliuto (1838.) i slavna Lucia di Lammermoor ( 1835), napisano za sopran Tacchinardi-Persiani i za tenor Duprez.
Vincenzo Bellini, rođeni Sicilijanac, također je postavio svoje prvo djelo, Bianca e Fernando, u San Carlu.
Uz kazalište je bio vezan i Giuseppe Verdi . Godine 1841. tamo je izveden njegov Oberto Conte di San Bonifacio, a 1845. napisao je svoju prvu operu za kazalište, Alzira ; druga, Luisa Miller, uslijedila je 1849. Njegov treći trebao je biti Gustavo III, ali je cenzor napravio toliko značajne promjene da nikad nije izveden u toj verziji niti pod tim naslovom (sve dok ponovno stvorena verzija nije dana 2004.). Kasnije je izvedena u Rimu uz značajne izmjene radnje i mjesta, dok je naslov postao Un ballo in maschera.
Među dirigentima i skladateljima koje je imenovalo Teatro San Carlo bio je slavni i ekscentrični francuski harfist i skladatelj Nicolas-Charles Bochsa, koji je bio u pratnji svoje ljubavnice, engleske primadone Anne Bishop, s kojom je bio na svjetskoj turneji. Dirigirao je nekoliko opera (1844.–1845.) u San Carlu s Annom Bishop kao primadonom. Tamo je pjevala 327 puta u 24 opere.

## Pad i oživljavanje krajem 19. stoljeća
Ujedinjenje Italije 1861. dovelo je do toga da je Napulj izgubio svoj status glazbenog središta Italije i doma vodeće operne kuće u zemlji u La Scalu kako su se moć i bogatstvo selili prema sjeveru. Do 1874. pad prihoda od nastupa doveo je do zatvaranja operne kuće na godinu dana. Njegovo se bogatstvo moglo oporaviti zahvaljujući kontinuiranoj podršci u drugoj polovici devetnaestog stoljeća iu dvadesetom stoljeću Giacoma Puccinija i drugih skladatelja verističkih opera, poput Pietra Mascagnija, Leoncavalla, Giordana i Cilee, koji su postavljali njihova djela ovdje.
U kasnom devetnaestom stoljeću, kuća je stvorila vlastiti interni orkestar pod vodstvom Giuseppea Martuccija, što je pomoglo privlačenju niza cijenjenih dirigenata uključujući Artura Toscaninija, Pietra Mascagnija i skladatelja Richarda Straussa, čiji je utjecaj proširio repertoar operne kuće.
Jedan izvođač koji se nije pojavio u Napulju od 1901. nadalje bio je Enrico Caruso, rođen u Napulju, koji je nakon što ga je dio publike izviždao tijekom izvedbe L'elisir d'amore, obećao da se više nikada neće vratiti.

## Dirigenti
Glavni dirigenti
- Elio Boncompagni  (1979. - 1982.)
- Salvatore Accardo (1993. – 1995.)
- Gabriele Ferro (1999. – 2004.)
- Gary Bertini (2004. – 2005.)
- Jeffrey Tate (2005. – 2010.)
- Nicola Luisotti (2012. – 2014.)
- Juraj Valčuha (2016. - 202.)
- Dan Ettinger (2023. – danas)

Glavni gost dirigent
- Maurizio Benini (2010. - .2011)

Počasni dirigent
- Zubin Mehta (2016. – danas)

## Daljnje čitanje
- Allison, John (ur.) (2003.), Great Opera Houses of the World, dodatak Opera Magazine, London
- Eisenbeiss, Philip (2013), Bel Canto Bully: The Life of the Legendary Opera Impresario Domenico Barbaja. London: Haus Publishing, ISBN 978-1908323255
- Zeitz, Karyl Lynn (1991), Opera: the Guide to Western Europe's Great Houses, Santa Fe, New Mexico: John Muir Publications. ISBN 0945465815

## Vanjske poveznice
|  | Zajednički poslužitelj ima još gradiva o temi Teatro di San Carlo |

- Službena stranica Teatra di San Carlo (engleski)
- Teatro di San Carlo na Googleovom kulturnom institutu